# 德古来
德古来（1904年—1995年），别号纯朴，达斡尔名吉尔嘎朗（一译吉日嘎朗，转写：Jirgalang），达斡尔族，德都勒氏，布特哈正白旗（今黑龙江省德都縣青山鎮）溫察尔杜卧格日屯德都勒哈勒人。教育家，学者，中华民国及满洲国、蒙疆联合自治政府政治人物。他是“德氏達斡爾文字方案”的创制者。

## 生平[2]

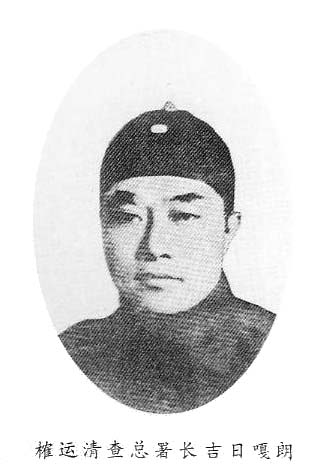
蒙疆政府官方照片

1920年德古来考入黑龙江省立第一师范学校。1924年考入北京师范大学，毕业后留学日本长崎高等商业学校。1925年经达斡尔族部分上层人士商定，由他主持选派达斡尔族学生20余名到南京中国国民党中央政治学校、北京蒙藏学校、东北蒙旗师范学校学习。
1932年，经德古来等人活动，满洲国设立兴安东分省。将该分省总务厅厅长一职先后让与蒙和胡图仁嘎和巴金保，他自己任总务科长，以便协助巴金保兴办教育。1933年，在巴金保的倡议下，志达图、德树元、金耀洲、莫就愚、乔树仁等通过努力，经兴安东分省省长鄂勒春的同意，在扎兰屯成立“东省蒙旗协助会”，志达图任协助会会长，德古来任副会长，为达斡尔族学生筹集助学基金。
1939年9月1日，蒙疆联合自治政府成立，德古来任清査榷运总署署长。1940年，他任经济部部长兼兴蒙委员会副委员长。1943年秋，蒙古自治邦政府改组，另设财政部，部长由他担任。
1945年日本投降后，在蘇蒙聯軍的支持下，德古来等13人組成“内蒙古人民委員會”，作为临时权力机构。後來他又參加内蒙古人民共和国临时政府並任部長。
民國37年（1948年）在呼倫貝爾部選區當選第一屆立法委員，1948年他到南京报到，後随中華民國政府遷台，赴台灣後他仍任立法委员。1991年底，移居美国。1992年、1993年，德古来曾经先后两次到呼和浩特探亲。1995年，逝世于美国，享年91岁。

## 创制德氏达斡尔文字方案
1928年，他用拉丁字母为达斡尔语创制文字，后人称之为“德氏达斡尔文字方案”。其字母有a、b、c、d、[e]、e、f、g、h、i、j、k、l、m、n、o、p、q、r、s、t、u、w、y、z共27个字母。该文字方案用字母[e]、e分别表示达斡尔语记音符中的e和ie，用字母G、g、J分别表示达斡尔语阳性词、阴性词词首和词中的辅音g，用字母q、s、z分别表示达斡尔语记音符中的辅音q、x、ng。还据此编写了《达斡尔文字课本》，在日本东京印制后带回中国国内供教学使用。